# Iglesia de Sant Miquel de Sorerols
La iglesia de Sant Miquel de Sorerols está situada en el término de Tavertet, en la comarca catalana de Osona.

## Historia
De estilo románico del siglo XI, fue substituida y consagrada en el año 1091 por el obispo de Vich, Berenguer Sunifred de Llucà. Pasó a depender, por motivos de la despoblación del siglo XIV, de la iglesia de Sant Cristòfol de Tavertet.
En 1956, la Diputación de Barcelona se encargó de su restauración.

## El edificio
La planta de la iglesia es de nave única, con un ábside semicircular en su cabecera. Su nave tiene una cubierta de bóveda de cañón, reforzada con tres arcos torales. El presbiterio se encuentra a diferente altura respecto al nivel de la nave y conserva las losas originales.
En el exterior, el ábside está decorado con un friso de arcuaciones ciegas, divididos en series de tres, entre lesenas. Tiene también tres ventanas. En la fachada oeste tiene el campanario de espadaña de dos aberturas. En su parte sur se encuentra la puerta de arquivolta hecha con dos hileras de piedras. Conserva en la parte superior dos piezas del herraje original, el resto son restauradas.
En el Museo Episcopal de Vich, se conserva un incensario del siglo XIII de cobre repujado y esmaltado.